# Кель, Мария Рита
Мария Рита Кель (порт. Maria Rita Kehl, род. 10 декабря 1951, Кампинас, Бразилия) — бразильский психоаналитик, журналист и литературный критик.

## Биография
Со студенческих лет, изучая психологию в Университете Сан-Паулу, занялась журналистикой, была редактором журнала Movimento, критически настроенного по отношению к господствовавшей тогда в Бразилии военной диктатуре (1964—1985). В 1979 г. получила диплом магистра, защитив диссертацию о роли телекоммуникационной сети Globo в усмирении бразильских масс в период диктатуры. Докторскую степень получила в 1997 г.: исследование легло в основу работы «Смещения женского: фрейдовская женщина при переходе к модерности» (1998).
Практикует психоанализ с 1981 г. В 2006 г. начала работу в качестве психоаналитика с активистами Движения безземельных крестьян (MST). Написала ряд работ, посвященных вопросам психоанализа, литературы и культуры.
В 2010 г. её работа «Время и собака. Депрессии современности» стала книгой года в категории «Нон-фикшн» важнейшей бразильской литературной премии Жабути.
В 2012 г. стала членом Национальной комиссии истины, созданной для расследования нарушений прав человека в Бразилии в 1946—1988 гг. В 2018 г. получила правительственную премию в области прав человека.

## Сочинения
- Processos Primários (Editora Estação Liberdade, 1996)
- A Mínima Diferença (Imago Editora, 1996)
- Deslocamentos do Feminino — A Mulher Freudiana na Passagem para a Modernidade (Imago Editora, 1998)
- Função Fraterna (Relume Dumará, 2000)
- Sobre Ética e Psicanálise (Companhia das Letras, 2000)
- Ressentimento (Casa do psicólogo, 2004)
- Videologias, coescrito por Eugênio Bucci (Boitempo Editorial, 2004)
- A Fratria Órfã (Editora Olho d'Água, 2008)
- O Tempo e o Cão (Boitempo Editorial, 2010)
- 18 crônicas e mais algumas (Boitempo Editorial, 2011)
- 18 Crônicas E Mais Algumas (Boitempo Editorial, 2015)
- Bovarismo brasileiro (Boitempo Editorial, 2018)
- Tortura e sintoma social (Boitempo Editorial, 2019)

## На русском языке
- Время и собака. Депрессии современности. М.: Горизонталь, 2021.